# ルベン・スアレス
ルベン・スアレス・エストラーダ（Rubén Suárez Estrada, 1979年2月19日 - ）は、スペイン・ヒホン出身の元サッカー選手。現役時代のポジションは攻撃的ミッドフィールダー、セカンドストライカー。
父親のクンディもまたプロサッカー選手であった。ディフェンダーとしてスポルティング・デ・ヒホンでリーグ戦300試合以上に出場した。

## 経歴

### クラブ
アストゥリアス州・ヒホンに生まれ、地元のスポルティング・デ・ヒホンの下部組織（マレオ）で育った。1998年にトップチームデビューし、6シーズンの間セグンダ・ディビシオン（2部）でプレーした。2004年に同じセグンダ・ディビシオンのエルチェCFに移籍して4シーズン過ごした。
2008年7月、やはりセグンダ・ディビシオンのレバンテUDに移籍した。2008-09シーズンはストライカーのアレクサンドレ・ガイヨが腓骨に深刻な怪我を負ったため、ルベン・スアレスが代役を任され、チーム最多の12得点を挙げた。2009-10シーズンも二桁得点を挙げ、2シーズンぶりのプリメーラ・ディビシオン（1部）昇格に貢献した。2010年8月28日のセビージャFC戦(1-4)において、31歳6ヶ月9日にしてプリメーラ・ディビシオンデビューを果たし、PKでトップリーグ初得点を挙げた。
2011年9月25日のRCDエスパニョール戦(3-1)では2本のPKを決めて3連勝に貢献した。10月26日のレアル・ソシエダ戦(3-2)では後半ロスタイムに決勝点となる直接フリーキックを決めた。

### 代表
U-18スペイン代表、U-20スペイン代表、U-21スペイン代表の経験がある。1999年にはナイジェリアで開催されたFIFA U-20ワールドカップに参加し、スペイン代表の全試合に出場した。グループリーグのホンジュラス戦(3-1)で得点し、優勝に貢献した。1999年末にはU-21スペイン代表デビューしたが、1試合の出場に終わった。

## タイトル
- U-20スペイン代表

FIFA U-20ワールドカップ 優勝 : 1999